# Allison Rabour
Allison Rabour (Roma, 2 marzo 1967) è un'ex mezzofondista italiana.

## Palmarès
| Anno | Manifestazione    | Sede      | Evento         | Risultato | Prestazione | Note                                                                   |
| ---- | ----------------- | --------- | -------------- | --------- | ----------- | ---------------------------------------------------------------------- |
| 1989 | Mondiali di cross | Stavanger | Corsa seniores | 45ª       | 24'04"      |                                                                        |
| 1989 | Mondiali di cross | Stavanger | A squadre      |           |             |                                                                        |
| 1989 | Universiadi       | Duisburg  | 10000 m piani  | 5ª        | 32'38"96    | Miglior prestazione nazionale under 23 · Miglior prestazione personale |

## Campionati nazionali
1986
- Bronzo ai campionati italiani assoluti, 3000 m piani - 9'23"01

1987
- 7ª ai campionati italiani assoluti, 3000 m piani - 9'24"06
- 11ª ai campionati italiani di corsa campestre - 14'42"6
- 4ª ai campionati italiani di maratonina - 1h19'28"

1989
- Argento ai campionati italiani assoluti, 10000 m piani - 33'27"90
- 4ª ai campionati italiani assoluti, 3000 m piani - 9'16"02
- Argento ai campionati italiani di corsa campestre - 20'55"
- Oro ai campionati italiani di maratonina - 1h12'56"

1991
- Argento ai campionati italiani di maratonina - 1h16'00"

## Altre competizioni internazionali[1]
1988
- Argento al Cross della Vallagarina ( Villa Lagarina) - 15'52"4
- 5ª al Cross di Alà dei Sardi ( Alà dei Sardi) - 15'16"2

1989
- 14ª alla IAAF World Road Race for Women ( Rio de Janeiro), 15 km - 52'02"
- 5ª al Cross di Alà dei Sardi ( Alà dei Sardi) - 14'51"1

1991
- 25ª alla IAAF World Road Race for Women ( Nieuwegein), 15 km - 50'37"